# Cymole
Die Cymole (Methylcumole, Isopropyltoluole) bilden eine Stoffgruppe von aromatischen Kohlenwasserstoffen, deren Struktur aus einem Benzolring mit einer Isopropylgruppe (–CH(CH3)2) und einer Methylgruppe (–CH3) als Substituenten besteht. Es handelt sich somit um methylierte Cumole. Durch deren unterschiedliche Anordnung ergeben sich drei Konstitutionsisomere mit der Summenformel C10H14. Sie gehören auch zur Gruppe der C4-Benzole. Das bekannteste Isomer ist das p-Cymol, es kommt als einziges in der Natur vor und zählt zu den Terpenen.

## Vertreter
| Gefahrensymbol |

| Gefahrensymbol |

| Gefahrensymbol | Gefahrensymbol |

| Gefahrensymbol | Gefahrensymbol |

## Eigenschaften
Die Schmelz- und Siedepunkte zeigen jeweils untereinander nur geringe Unterschiede. Das p-Cymol, das die höchste Symmetrie aufweist, zeigt keine besonderen Abweichungen mehr.